# Cestrum rugulosum
Cestrum rugulosum är en potatisväxtart som beskrevs av Francey. Cestrum rugulosum ingår i släktet Cestrum och familjen potatisväxter. Inga underarter finns listade i Catalogue of Life.